# Campeonato Mundial de Meia Maratona de 1994
O 3º Campeonato Mundial de Meia Maratona foi realizado em 24 de setembro de 1994, em Oslo, Noruega. Um total de 215 atletas, 127 homens e 88 mulheres, de 47 países, participaram.

## Resultados

### Corrida Masculina

#### Individual
| Posição | Competidor        | Nacionalidade | Tempo        |
| ------- | ----------------- | ------------- | ------------ |
| 1       | Khalid Skah       | MAR           | 1:00:27      |
| 2       | Germán Silva      | MEX           | 1:00:28      |
| 3       | Ronaldo da Costa  | BRA           | 1:00:54      |
| 4       | Godfrey Kiprotich | KEN           | 1:01:01      |
| 5       | Shem Kororia      | KEN           | 1:01:16      |
| 6       | Andrew Masai      | KEN           | 1:01:19      |
| 7       | Tendai Chimusasa  | ZIM           | 1:01:26      |
| 8       | Fackson Nkandu    | ZAM           | 1:01:30 (NR) |
| 9       | Moses Tanui       | KEN           | 1:01:35      |
| 10      | Rolando Vera      | ECU           | 1:01:36      |
| 11      | Paul Tergat       | KEN           | 1:01:37      |
| 12      | Martín Pitayo     | MEX           | 1:01:38      |
| 13      | Bedile Kibret     | ETH           | 1:01:40      |
| 14      | Benjamín Paredes  | MEX           | 1:01:41      |
| 15      | Carsten Eich      | GER           | 1:01:44      |

#### Equipas
| Posição | País     | Competidores                                                 |
| ------- | -------- | ------------------------------------------------------------ |
| 1       | Quênia   | Godfrey Kiprotich (4º) Shem Kororia (5º) Andrew Masai (6º)   |
| 2       | México   | Germán Silva (2º) Martín Pitayo (12º) Benjamín Paredes (14º) |
| 3       | Marrocos | Khalid Skah (1º) Salah Hissou (18º) Abdelkadir Mouaziz (34º) |

### Corrida Feminina

#### Individual
| Posição | Competidora       | Nacionalidade | Tempo        |
| ------- | ----------------- | ------------- | ------------ |
| 1       | Elana Meyer       | RSA           | 1:08:36 (CR) |
| 2       | Iulia Negura      | ROM           | 1:09:15      |
| 3       | Anuţa Cătună      | ROM           | 1:09:35      |
| 4       | Albertina Dias    | POR           | 1:09:57      |
| 5       | Elena Fidatof     | ROM           | 1:10:13      |
| 6       | Hilde Stavik      | NOR           | 1:10:21      |
| 7       | Brynhild Synstnes | NOR           | 1:10:29      |
| 8       | Marleen Renders   | BEL           | 1:10:33      |
| 9       | Adriana Barbu     | ROM           | 1:10:38      |
| 10      | Mari Tanigawa     | JPN           | 1:10:43      |
| 11      | Fatuma Roba       | ETH           | 1:10:49      |
| 12      | Natalya Galushko  | BEL           | 1:11:00      |
| 13      | Alena Peterková   | CZE           | 1:11:02      |
| 14      | Alla Zhilyayeva   | RUS           | 1:11:16      |
| 15      | Nicole Lévêque    | FRA           | 1:11:54      |

#### Equipas
| Posição | País    | Competidoras                                                   |
| ------- | ------- | -------------------------------------------------------------- |
| 1       | Romênia | Iulia Negura (2ª) Anuţa Cătună (3ª) Elena Fidatof (5ª)         |
| 2       | Noruega | Hilde Stavik (6ª) Brynhild Synstnes (7ª) Grete Kirkeberg (22ª) |
| 3       | Japão   | Mari Tanigawa (10ª) Mineko Watanabe (19ª) Yukari Komatsu (20ª) |